# Episodi di Sherlock (terza stagione)
La terza stagione della serie televisiva Sherlock, composta da 3 episodi, è andata in onda nel Regno Unito sul canale BBC One dal 1º gennaio 2014 al 12 gennaio 2014.
In Italia è andata in onda dal 5 aprile 2014 al 19 aprile 2014 su Premium Crime e dal 19 dicembre 2014 su Italia 1.
Il 25 dicembre 2013 nel Regno Unito è stato pubblicato un webisodio speciale natalizio, Many Happy Returns, dalla durata di sette minuti, una sorta di prequel della terza stagione, incluso tra i contenuti speciali dei cofanetti DVD e Blu-ray contenenti le prime tre stagioni.
Il 1º gennaio 2016 è andato in onda L'abominevole sposa, uno speciale ambientato nell'età vittoriana. L'episodio è stato anche proiettato in selezionati cinema in vari paesi nel corso dello stesso mese; in Italia il 12 e il 13 gennaio, mentre è stato trasmesso il 29 settembre da Paramount Channel.
| nº                 | Titolo originale     | Titolo italiano     | Prima TV Regno Unito      | Distribuzione Italia                                                      |
| Webisodio          | Webisodio            | Webisodio           | Webisodio                 | Webisodio                                                                 |
| ------------------ | -------------------- | ------------------- | ------------------------- | ------------------------------------------------------------------------- |
| -                  | Many Happy Returns   | Many Happy Returns  | 24 dicembre 2013 (online) | 18 dicembre 2014 (Home video)                                             |
| 1                  | The Empty Hearse     | La cassa vuota      | 1º gennaio 2014           | 5 aprile 2014                                                             |
| 2                  | The Sign of Three    | Il segno dei tre    | 5 gennaio 2014            | 12 aprile 2014                                                            |
| 3                  | His Last Vow         | L'ultimo giuramento | 12 gennaio 2014           | 19 aprile 2014                                                            |
| Speciale natalizio |                      |                     |                           |                                                                           |
| SP                 | The Abominable Bride | L'abominevole sposa | 1º gennaio 2016           | 12 gennaio 2016 (cinema) 29 settembre 2016 (TV) 1º gennaio 2017 (Netflix) |

## La cassa vuota
- Titolo originale: The Empty Hearse
- Diretto da: Jeremy Lovering
- Scritto da: Mark Gatiss

### Trama
Due anni dopo la sua scomparsa, Sherlock, che è stato scagionato da tutte le accuse di frode contro di lui, torna a Londra (sotto la minaccia di un attacco terroristico) con l'aiuto di Mycroft. John è andato avanti e ha una fidanzata, Mary Morstan. Sherlock arruola Molly Hooper per aiutarlo, ma quando John viene rapito da ignoti e successivamente salvato in extremis da Sherlock, torna per aiutare l'amico a scovare i terroristi che tramano di far saltare il Palazzo del Parlamento riunito in seduta notturna durante la commemorazione del 5 novembre (Guy Fawkes Night). Alla fine riescono a fermare l'attentato e a smascherare l'autore, il parlamentare Lord Moran.
Sherlock rivela anche in un incontro con Anderson il modo complesso in cui ha inscenato il suo finto suicidio: è saltato su una sorta di materasso steso da parecchi complici senzatetto dietro un furgone, che poco dopo si allontana, poi grazie a Molly che ha trovato il corpo di un sosia (usato precedentemente da Moriarty per incastrarlo) riesce a completare il piano in pochi secondi; i complici lo hanno gettato dove Watson poteva vederlo, nel frattempo John viene colpito, stordito e distratto da un ciclista, mentre Holmes si finge morto con il trucco del sangue finto e una pallina sotto il braccio per simulare l'assenza di polso. Infine si capisce che il corpo del sosia è stato falsamente riconosciuto da Molly, mentre Sherlock si è allontanato, e gli uomini di Mycroft catturavano i sicari.
- Note: l'episodio è un libero adattamento del racconto L'avventura della casa vuota (The Adventure of the Empty House). Compaiono diversi riferimenti ai racconti, ad esempio uno dei casi affrontati da Sherlock assieme a Molly è tratto dal racconto Un caso di identità, mentre Mary legge un brano de Il segno dei Quattro dal blog di John e ci sono alcuni elementi tratti da uno dei racconti non sherlockiani di Conan Doyle, Il treno scomparso. La traduzione corretta del titolo è La cassa vuota (il nome del club di fan di Sherlock fondato da Anderson, in italiano tradotto il Carro Vuoto), dove i membri tentano di fornire spiegazioni più o meno sensate o irreali sulla finta morte del detective. Guest star: Derren Brown nei panni di sé stesso.

## Il segno dei tre
- Titolo originale: The Sign of Three
- Diretto da: Colm McCarthy
- Scritto da: Steve Thompson, Steven Moffat e Mark Gatiss

### Trama
È il giorno delle nozze di John e Mary e Sherlock, testimone dello sposo, ha l'arduo compito del discorso. Come parte del discorso, egli racconta casi a cui hanno lavorato tra cui quello di un soldato (che pensava di essere pedinato) che in qualche modo finisce accoltellato in caserma nella doccia chiusa (la "guardia insanguinata"), il disastroso addio al celibato con John e l'ultima parte del discorso riguarda un presunto fantasma che ha avuto rapporti con alcune donne (ribattezzato "The Mayfly Man", in italiano l'uomo effimero). Prima di terminare il suo discorso Sherlock si rende conto che un omicidio sta per essere commesso e che l'assassino è presente tra gli ospiti ed è lo stesso "uomo effimero". Comincia, dunque, un susseguirsi di ragionamenti su chi potrebbe essere, ma ciò non porta a nessun risultato per troppe possibilità di errore. Sherlock allora si concentra sulla possibile vittima, una persona che non esce spesso dato che si è reso necessario un matrimonio per poterla uccidere, che vive in un luogo inaccessibile o sconosciuto, che cambia continuamente il personale di servizio in casa propria magari perché ha già ricevuto minacce di morte in passato. L'unica possibilità si rivela essere il maggiore James Sholto, che è accusato di aver fatto morire delle reclute in un'azione di guerra dove lui fu l'unico a sopravvivere. In seguito a un'intuizione, Sherlock capisce come è stato pianificato il tentato omicidio del soldato del primo caso raccontato nel suo discorso e capisce che il maggiore rischia la stessa sorte. Salvato il maggiore si torna alla festa, certo non prima di aver messo il colpevole (il fotografo, fratello di una delle reclute) nelle mani della giustizia. Durante il ballo Holmes giura di proteggere Mary, John e la loro futura famiglia. Alla fine Sherlock, che ha intuito da tre segni che Mary è incinta, lo rivela ai due sposi.
- Note: l'episodio è un libero adattamento del romanzo Il segno dei quattro (The Sign of the Four), con altri riferimenti al canone tra cui Il problema di Thor Bridge, Un caso di identità e Il caso dell'uomo deforme e alcuni apocrifi della serie con Basil Rathbone. L'espediente del tunnel che i fratelli Waters usano per rapinare il caveau della banca nel caso iniziale di Lestrade è tratto da La Lega dei Capelli Rossi. Uno degli aneddoti in flashback che Sherlock racconta al matrimonio è su un nano assassino armato di cerbottana con dardi velenosi, un chiaro rimando al personaggio di Tonga, il selvaggio delle isole Andamane de Il segno dei quattro. Questo è il primo episodio dove non compare o viene nominato Moriarty.

## L'ultimo giuramento
- Titolo originale: His Last Vow
- Diretto da: Nick Hurran
- Scritto da: Steven Moffat

### Trama
Alcune lettere rubate portano Sherlock in conflitto con Charles Augustus Magnussen, importantissimo editore di origine svedese noto come "il Napoleone del ricatto", che conosce le debolezze personali di ogni persona di una certa rilevanza nel mondo occidentale. Durante l'indagine Sherlock si introduce con uno stratagemma nello studio di Magnussen ma viene quasi ucciso da Mary Morstan, la quale era ricattata dall'editore a causa del suo losco passato da sicario assoldato da diversi servizi segreti. Una volta ripresosi Sherlock rivelerà a John chi gli ha sparato (pur colpendolo appositamente in un punto non necessariamente mortale), decide di aiutare Mary nel recuperare i file segreti di Magnussen che la riguardano. Riuscito a introdursi ad Appledore promettendo dei segreti di Stato rubati al fratello, Sherlock scopre che i dati compromettenti risiedono solo nella mente di Charles, nel suo "palazzo mentale". A questo punto Sherlock e John risulterebbero essere solo dei traditori della patria che hanno tentato di vendere dei segreti di stato a Magnussen. Messo quindi alle strette e provocato da Magnussen, il detective uccide con una pistola l'editore, così da proteggere John e Mary. Sherlock viene dunque mandato in Europa orientale per una missione sotto copertura molto pericolosa e dà il suo addio al fedele amico. Tuttavia la terza serie si conclude con l'inaspettato ritorno di Moriarty: per questo motivo il detective viene richiamato a Londra.
- Nota. l'episodio è un libero adattamento del racconto L'ultimo saluto. Un epilogo. della raccolta L'ultimo saluto di Sherlock Holmes (His last bow), ma la trama contiene anche elementi di altri racconti, L'avventura di Charles Augustus Milverton (The Adventure of Charles Augustus Milverton), L'ultima avventura e The Man with the Twisted Lip (L'uomo dal labbro spaccato, noto anche come L'uomo dal labbro storto).

## L'abominevole sposa
- Titolo originale: The Abominable Bride
- Diretto da: Douglas Mackinnon
- Scritto da: Steven Moffat e Mark Gatiss

### Trama
Essendo stato immediatamente revocato il suo arresto, a causa dell'imminente ritorno di Moriarty, Sherlock si immerge nel suo palazzo mentale e cerca di risolvere un caso del lontano 1895, in cui si presentò una situazione simile a quella presente: una donna, Emilia Ricoletti, nel giorno del suo anniversario di matrimonio, dopo aver sparato diverse volte dal suo balcone vestita da sposa, ripetendo le parole: "Tu, o Io?", si suicida agli occhi di tutti. La notte seguente anche suo marito perde la vita e proprio per mano della sposa morta, che sembra adesso essere un fantasma. Sherlock e Watson, che nel palazzo mentale dello stesso Sherlock vengono immaginati convenzionalmente, per comprendere come in quella situazione avrebbe risolto il caso, come individui che vivono nel 1895 e che, identici allo Sherlock e al Watson reali, cercano di risolvere il caso, riscontrano più problemi del previsto, tanto da far sì che lo stesso Sherlock si chieda se ha davvero dinanzi un fantasma, che sta spaventando Sir Eustace, nobile che pare aver commesso molti peccati. Tuttavia, proprio sul più bello, quando Holmes sta per risolvere il problema, viene riportato alla realtà e abbandona il suo palazzo mentale, per scendere dall'aereo che avrebbe dovuto portarlo in carcere. Pochi secondi dopo, 'grazie' all'uso della cocaina torna nella sua immaginazione e riesce a scoprire che in realtà "l'abominevole sposa" non si è suicidata, ma ha sparato con la pistola puntata verso terra, mentre l'altra era puntata verso il suo palato, ma non ha emesso spari. Di conseguenza, ha ucciso lei suo marito, facendosi poi realmente eliminare così che all'obitorio ci fosse il suo reale cadavere, cosa che avrebbe impedito che ci fossero dubbi sul fatto che fosse stata lei in carne e ossa a sparare al marito. Sherlock intuisce quindi che sono state altre donne a indossare il vestito da sposa e a impersonare il fantasma successivamente. Tra le donne della setta vi sono tutte quelle che erano state in qualche modo deluse e sottomesse dai loro mariti e da Holmes, come la dottoressa Molly Hooper (creduto il dottor Hooper) e Janine, damigella d'onore di Mary.
Nel suo ultimo "viaggio nel passato", Sherlock si trova in cima alla cascate Reichenbach prima della sua storica lotta con Moriarty. Il professore gli rinfaccia di essere sottomesso e di non riuscire mai a rialzarsi da solo quando lui, come suo acerrimo nemico, gli si oppone. In risposta e in aiuto giunge Watson che, armato di pistola, intima a Moriarty di allontanarsi dal suo amico per poi scaraventarlo giù dal dirupo. Holmes è completato da Watson e, grazie a lui, può davvero riuscire a uscire dalle sue più grandi difficoltà. Il dottore chiede ironicamente al detective come sia il suo doppio nell'altro mondo, facendoselo poi definire dall'amico come più scaltro.
Watson chiede ad Holmes come farà a svegliarsi definitivamente e il protagonista, dopo aver pronunciato il suo storico "elementare Watson", si lancia dal dirupo precipitando e svegliandosi durante la sensazione della caduta. Nel finale si vede Holmes del 1895 che spiega a Watson di aver avuto, in overdose, una visione del futuro, descrivendo l'aereo e il telefono cellulare.
Tornato poi nella realtà, è convinto che Moriarty sia morto, ma conosce la sua prossima mossa.
- Nota. Il titolo è tratto da una citazione dal racconto Il cerimoniale dei Musgrave, in riferimento a un caso citato dal protagonista e l'episodio contiene diversi elementi o riferimenti a racconti e romanzi del canone sherlockiano: L'ultima avventura, I cinque semi d'arancio, la soluzione di cocaina al 7 % de Il segno dei quattro, Uno studio in rosso, Il mastino dei Baskerville, L'interprete greco, L'enigma di Reigate, L'avventura del carbonchio azzurro e L'avventura del Cerchio Rosso. L'episodio è stato proiettato, nei giorni seguenti il debutto in patria, nei cinema di vari paesi, tra cui Regno Unito, Stati Uniti, Italia, Danimarca, Australia, Finlandia e Cina.